# Палмиро Толяти
Палмиро Микеле Никола Толяти (на италиански: Palmiro Michele Nicola Togliatti), фамилното име срещано също като Толиати, е италиански политик комунист.
Той е дългогодишен генерален секретар (1947 – 1964) на Италианската комунистическа партия – най-многобройната партия в страната и най-голямата компартия в Западна Европа, лидер на международното комунистическо движение (член на Изпълкома на Коминтерна). Заема министерски постове: министър без портфейл (1944), заместник-председател на Съвета на министрите (1944 – 1945), министър на правосъдието на Италия от 21 юни 1945 до 1 юли 1946 г. Член е на Камарата на депутатите от 1948 г. до смъртта си (1964).

## Биография
Роден е в семейство на учители в Генуа на 26 март 1893 г. По-малък брат е на италианския математик Еудженио Джузепе Толяти (1890 – 1977). Завършва право в Торино.
Влиза в Социалистическата партия на Италия (Partito Socialista Italiano) преди Първата световна война. След войната, в която участва като офицер, той става през 1920 г. партиен секретар в Торино и принадлежи към групата около L’Ordine Nuovo в Торино. Учредител е на Комунистическата партия на Италия (1921), преименувана на Италианска комунистическа партия (1943). Толяти живее дълги години в Москва, заемайки ръководни постове в Коминтерна. След 1935 година е заместник на генералния секретар Георги Димитров и секретар, отговарящ за комунистическите партии в Германия, Австрия, Нидерландия, Унгария, Швейцария, Чехословакия и Индонезия.
През 1943 – 1946 г. е Министър без портфейл и министър на правосъдието е в италианските првителства на маршал Пиетро Бадолио и Иваное Бономи.
При посещение на пионерския лагер „Артек“ в Крим, разхождайки се със спътничката си Леонилде (Нилде) Йоти, получава мозъчен кръвоизлив. Умира на 21 август 1964 г. в сгт. Гурзуф (край Ялта), Съветска Украйна.
В негова чест град Ставропол на Волга (Куйбишевска област), където е построен комбинат „АвтоВАЗ“ за леки коли по лиценз на италианската компания ФИАТ, е преименуван на Толиати (руска транскрипция на „Толяти“) на 23 автуст 1964 г.

## Произведения
- Kampf für Frieden, Demokratie und Sozialismus. Aus Reden und Schriften über den Kampf der italienischen und der deutschen Arbeiterklasse. Dietz-Verlag, Berlin 1965
- Lektionen über den Faschismus. Verlag Marxistische Blätter, Frankfurt am Main 1973
- Ausgewählte Reden und Aufsätze. Verlag Marxistische Blätter, Frankfurt am Main 1977. ISBN 3-88012-461-2
- Die Italienische Kommunistische Partei. Cooperative, Frankfurt am Main 1979. ISBN 3-88442-000-3